# Wet van Haitz

Grafiek van de wet van Haitz.

De wet van Haitz stelt dat elk decennium de kosten per lumen bij leds dalen met een factor 10 en dat de hoeveelheid licht die wordt uitgezonden door elke led met een factor 20 stijgt. De wet van Haitz is vergelijkbaar met de wet van Moore, een ervaringswet die geldt voor transistors. Wie beide wetten vergelijkt, ziet dat voor de efficiëntie van leds een langzamere ontwikkeling voorspeld wordt dan voor transistors. Dit blijkt ook het geval. De wet van Haitz is genoemd naar onderzoeker dr. Roland Haitz, een inmiddels gepensioneerde onderzoeker bij Agilent Technologies.

## Voorspellingen en daadwerkelijke ontwikkeling
In een artikel uit 2000 sprak Haitz de verwachting uit dat de efficiëntie lineair zal toenemen van rond 20 Lm/W in 2000 tot 100 Lm/W in 2010. Deze verwachting is waargemaakt. De verwachting uit 2011 dat er binnen enkele jaren lampen van 150 lumen per watt zouden zijn, is medio 2013 gerealiseerd, dergelijke lampen waren toen op de markt. Door steeds betere materialen en fabricageprocessen voor leds worden helderheid en efficiëntie steeds beter. Deze ontwikkeling gaat door, terwijl traditionele lichtbronnen niet in diezelfde mate verbeterd worden. In de afgelopen veertig jaar zijn de kosten van leds enorm gedaald, terwijl de lichtopbrengst steeg. 
De beste hogedruk-natriumlampen haalden in 2011 rond 140 lumen per watt en hogedruk-metaalhalidelampen kwamen tot 120 lumen per watt, terwijl de beste fluorescentielampen 100 lumen per watt haalden. In 2011 haalden goede leds 130 lumen per watt, terwijl in het laboratorium al 200 lumen per watt gerealiseerd was. In 2013 waren er leds met 150 lumen per watt op de markt.